# 1941 en Italie
Chronologie de l'Italie
- 1937
- 1938
- 1939
- 1940
- 1941
- 1942
- 1943
- 1944
- 1945

## Événements

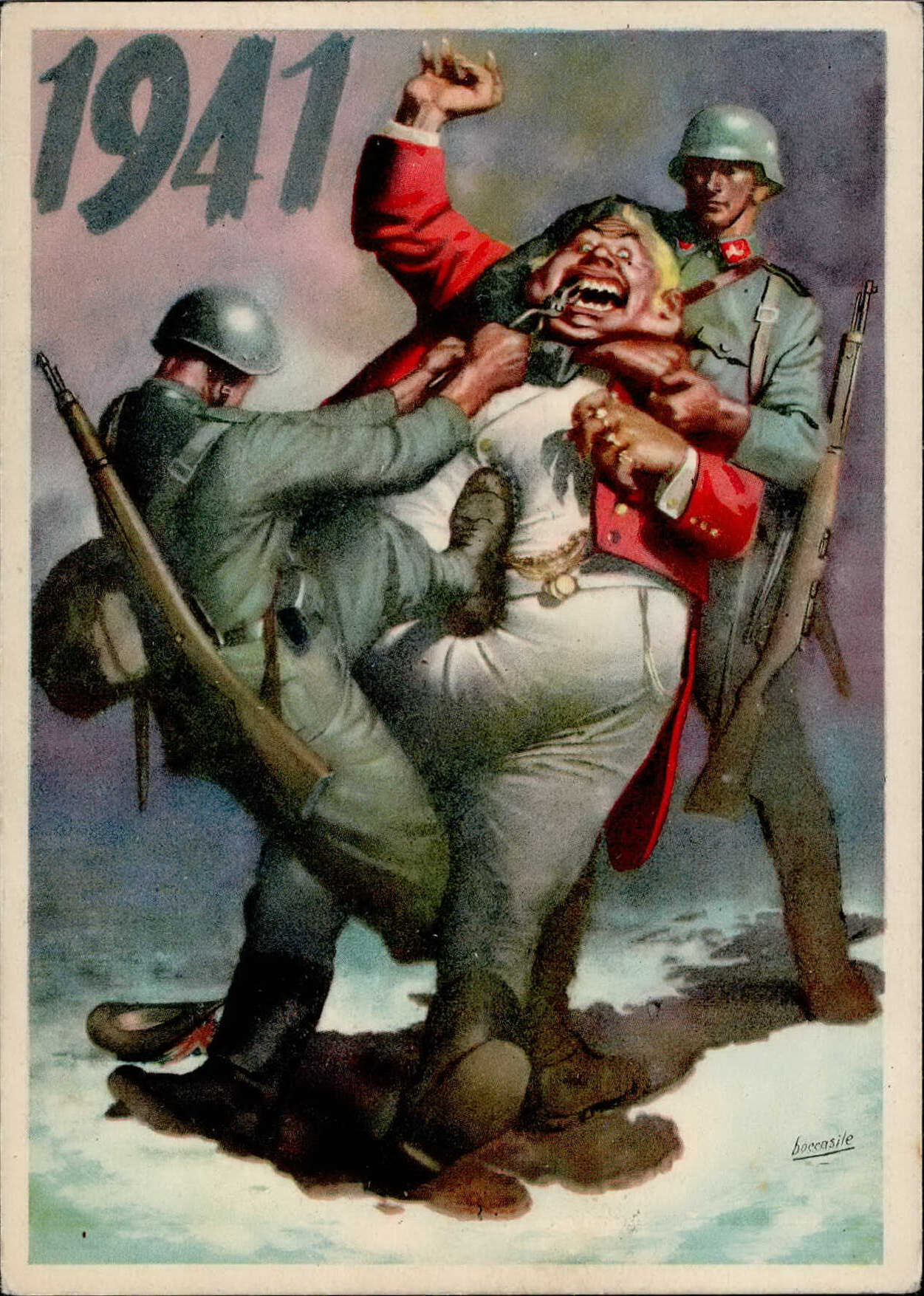
Carte postale de propagande fasciste anti-britannique, illustrée par Gino Boccasile.

- 20 janvier : Haïlé Sélassié entre en Éthiopie à partir du Soudan avec le concours des Alliés commandés par Orde Wingate[1].
- 21 janvier : prise de Tobrouk par les troupes britanniques et australiennes[2].

- 7 février : prise de Benghazi. La Cyrénaïque passe sous contrôle britannique[3].
- 9 février : bombardement de Gênes par la force H britannique[4].
- 10 février : opération Colossus ; destruction d'un aqueduc près de Calitri par les forces aéroportées britanniques[5].
- 12 février :
  - l’Afrikakorps de Rommel avance vers Tripoli[3].
  - entrevue de Bordighera entre Mussolini et Franco[6].
- 25 février : opération Abstention. Échec d’un débarquement britannique sur l’île italienne de Kastellórizo, dans le Dodécanèse[7].
- 25 février : Mogadiscio, en Somalie italienne, est prise par des forces britanniques[8].

- 17 mars : prise de Berbera par les Britanniques qui reprennent le contrôle de la Somalie britannique sur les Italiens[8].
- 26 mars : raid de la baie de La Sude, commando italien contre des navires britanniques en Crète[9].
- 27 - 29 mars : bataille du cap Matapan. La victoire navale des Britanniques au sud du Péloponnèse met définitivement hors de combat la marine italienne[10].

- 13 avril : début du siège de Tobrouk par l’Afrika Korps[3].
- 16 avril : victoire navale britannique sur l’Italie à la bataille des îles Kerkennah en Tunisie[11].
- 28-30 avril : les Italiens occupent Céphalonie, Zante et Ithaque ; fin de la bataille de Grèce[12].

- 19 mai : les troupes italiennes en Afrique orientale, sous le commandement du duc d’Aoste, capitulent à Amba Alagi en Éthiopie face aux Britanniques[13]. L’empire italien d’Afrique orientale est définitivement perdu.
- 24 mai : le SS Conte Rosso,  paquebot italien utilisé comme transport de troupes est torpillé et coulé par le sous-marin britannique HMS Upholder, faisant 1 212 morts[14].
- Juin : Altiero Spinelli et Ernesto Rossi rédigent le « Manifeste de Ventotene » en faveur du fédéralisme européen[15].
- 10 juillet : Mussolini envoie 60 000 Italiens sur le front russe sous le commandement du général Messe, qui seront décimés par l’armée rouge et par le froid[16].

- 8-9 novembre : bataille du convoi Duisburg[17].
- 27 novembre : capitulation des troupes italiennes du général Guglielmo Nasi à Gondar[18].

- 11 décembre : l'Allemagne et l’Italie déclarent la guerre aux États-Unis[19].
- 13 décembre : défaite navale italienne à la bataille du cap Bon[20].
- 26 décembre : le Duce tente de mener une « relève » des anciens dirigeants du parti fasciste par des jeunes ; Aldo Vidussoni, 26 ans, est nommé à la tête du PNF[21].

- Pour combler le déficit croissant du budget de l’État, les impôts se multiplient. Le manque de matières premières conduit à la réquisition et la réglementation des matériaux stratégiques (cuivre, fer, nickel, étain). L’usage du papier et la consommation d’électricité sont limités. Après l’ouverture du front oriental, Hitler n’envoie plus ni matériel, ni carburant, ni hommes en Italie (fin 1941).

## Culture

### Cinéma

#### Films italiens sortis en 1941
- 31 janvier : Tosca, film de Carl Koch.

### Littérature

#### Prix et récompenses
- Prix Bagutta : non décerné
- Prix Viareggio : non décerné à cause de la guerre

## Naissances en 1941
- 10 janvier : 
  - José Greci, actrice. († 1er juin 2017)
  - Antonio Marini, magistrat. († 20 août 2019)
- 16 mars : Bernardo Bertolucci, scénariste et réalisateur. († 26 novembre 2018)
- 10 mai : Adolfo Natalini, architecte.  († 23 janvier 2020)
- 20 mai : Mario Perniola, philosophe. († 9 janvier 2018)
- 2 août : Fabio Testi, acteur.
- 19 juin : Gilberto Benetton, chef d'entreprise. († 22 octobre 2018)
- 25 juin : Gianfranco Lombardi (it), bassiste, arrangeur et chef d'orchestre.  († 1er octobre 2020)
- 16 octobre : Pietro Scandelli, coureur cycliste. († 5 octobre 2020)
- 21 octobre : Marina Ripa Di Meana, écrivaine, actrice, réalisatrice, styliste et scénariste. († 5 janvier 2018)
- 14 novembre : Domenico Losurdo, philosophe. († 28 juin 2018)
- 28 novembre : Laura Antonelli (Laura Antonaz), actrice. († 22 juin 2015)

## Décès en 1941
- 2 février : Berto Ricci  (Roberto Ricci), 35 ans, écrivain, poète et journaliste, l'un des grands penseurs du fascisme. (° 21 mai 1905)
- 11 février : Mario Visintini, 27 ans, pilote de chasse. (° 26 avril 1913)
- 6 avril : Giovanni Malfitano , 68 ans, chimiste et philosophe. (° 29 septembre 1872)
- 26 avril : Guido Gianfardoni, 40 ans, footballeur, puis entraîneur de football. (° 25 février 1901)
- 8 septembre : Giuseppe Amisani, 59 ans, peintre. (° 7 décembre 1881)
- 16 septembre : Italia Almirante Manzini, 51 ans,  actrice de la période du muet. (° 4 juin 1890)
- 26 septembre : Ugo Agostoni , 48 ans, coureur cycliste. (° 27 juillet 1893)
- 30 septembre : Calisto Bertramo, 66 ans, acteur. († 28 août 1875)

et aussi
- Giuseppe Petrai, 87 ans, journaliste, écrivain, réalisateur et scénariste. (° 25 juillet 1853)